# Rotkopf-Spitzmausbeutelratte
Die Rotkopf-Spitzmausbeutelratte (Monodelphis scalops) kommt im südlichen Brasilien und im äußersten Nordosten von Argentinien vor. Das Verbreitungsgebiet reicht von Espírito Santo im Norden bis Santa Catarina im Süden und von dort in einem schmalen Streifen bis in die argentinische Provinz Misiones.

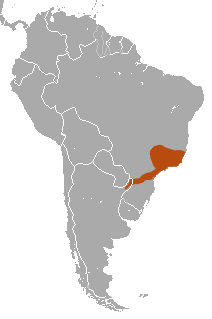
Das Verbreitungsgebiet der Rotkopf-Spitzmausbeutelratte

## Beschreibung
Die Rotkopf-Spitzmausbeutelratte hat eine Kopfrumpflänge von 6,3 bis 16,3 cm, hat einen 3,7 bis 8,3 cm langen Schwanz und erreicht ein Gewicht von 23 bis 90 g. Der Kopf, Vorder- und Hinterbeine und große Bereiche des Rumpfes sind rötlich. Die  Mitte des Rückens ist olivgrau. Bei Weibchen und Jungtieren verlaufen drei nur undeutlich sichtbare Streifen entlang des Rückens. Alte Männchen besitzen diese Rückenstreifen nicht mehr. Dunkle Augenringe oder ein dunkler Streifen auf der Mitte des Kopfes fehlen. Das Bauchfell ist oliv-grau. Der Schwanz ist nur an der Basis behaart und rötlich wie der Rumpf. Wie wahrscheinlich alle Spitzmausbeutelratten haben die Weibchen keinen Beutel. Die Anzahl der Zitzen ist unbekannt. Der Karyotyp der Rotkopf-Spitzmausbeutelratte ist unbekannt.

## Lebensweise
Die Rotkopf-Spitzmausbeutelratte lebt in der Mata Atlântica, dem Küstenregenwald Brasiliens in Höhen bis 1400 Metern. Über das Verhalten, die Ernährung, die Fortpflanzung und die Aktivitätsmuster der Tiere ist bisher nichts bekannt.

## Systematik
Die Rotkopf-Spitzmausbeutelratte wurde im Jahr 1888 durch den britischen Zoologen Oldfield Thomas unter der wissenschaftlichen Bezeichnung Didelphys scalops erstmals wissenschaftlich beschrieben. Heute gehört sie zur Gattung Monodelphis, mit über 20 Arten eine der artenreichsten Gattungen der Beutelratten. Monodelphis theresa, im Jahr 1922 durch O. Thomas beschrieben, wird im Beuteltierband des Handbook of the Mammals of the World als Synonymbeschreibung von M. scalops angesehen, da die für diese Art angegebenen Merkmale von den Merkmalsausprägungen der Rotkopf-Spitzmausbeutelratte abgedeckt werden.

## Status
Die IUCN hält die Rotkopf-Spitzmausbeutelratte für ungefährdet (least concern). Der Bestand nimmt aber ab und in ihrem Verbreitungsgebiet verzeichnet man für die Waldgebiete einen kontinuierlichen Rückgang.

## Belege
1. 1 2 3 4 5  Diego Astúa: Family Didelphidae (Opossums). in Don E. Wilson, Russell A. Mittermeier: Handbook of the Mammals of the World – Volume 5. Monotremes and Marsupials. Lynx Editions, 2015, ISBN 978-84-96553-99-6. Seite 152.
2. ↑  Monodelphis scalops in der Roten Liste gefährdeter Arten der IUCN 2016. Eingestellt von: Brito, D. & Pavan, S., 2016. Abgerufen am 19. Januar 2020.